# Новицкий, Яков Павлович
Яков Павлович Нови́цкий (14 октября 1847, Аулы, Екатеринославская губерния — 19 мая 1925, Запорожье, Екатеринославская губерния) — историк, археолог, этнограф-фольклорист, собиратель запорожских древностей. Член-корреспондент Всеукраинской академии наук (1924).

## Биография
Родился 14 октября 1847 года в семье канцеляриста земского суда в селе Аулы в Екатеринославской губернии (с 2020 года посёлок Каменского района Днепропетровской области). Отец, Павел Иванович Новицкий (1809—1864), был из казацкого рода, основателем которого Яков Павлович считал полковника Илью Фёдоровича Новицкого, сподвижника гетманов Д. Многогрешного, И. Самойловича и И. Мазепы. У Якова было четверо братьев и две сестры.
В 13 лет поступил в Александровское уездное училище, которое окончил с дипломом сельского уездного и начального учителя. Продолжать образование, из-за ухудшения материального состояния после смерти отца, не смог и был вынужден заниматься самообразованием. Изучал книги известных ученых — исследователя природы А. Н. Бекетова, филолога и этнографа И. И. Срезневского, этнографа и литературоведа Н. Ф. Сумцова, историков В. Б. Антоновича и Д. И. Багалия, историка и писателя Н. И. Костомарова.
В 1865—1868 годах работал в Александровском казначействе канцеляристом второго разряда.

## Краевед
В 1868 году познакомился с бароном Н. Корфом, который в то время был главой уездного учительского совета. В том же году стал учителем народной школы в пригороде Александровска селе Вознесенка. В 1871 году перешёл в школу в слободе Ивановка на реке Волчья, в 1874 году в Ольгинскую образцовую школу. Работая учителем, вместе с учениками собирал и систематизировал коллекции растений, насекомых, животных, минералов и археологических предметов. Обучая детей, выходил за границы официальной программы, кроме обязательных предметов — закона Божьего, чтения, письма, арифметики и пения — знакомил учеников с историей, географией, природоведением, физикой, гигиеной и техникой.
В 1883—1917 годах занимал должность попечителя земских школ Александровского уезда. Частые поездки по территории уезда дали подробные знания о сёлах, реках, балках, курганах. Беседы с селянами обогащали его знания истории запорожского края. Составил знахарский травник, который был отмечен серебряной медалью Московского университета. Много внимания уделял изучению истории Запорожья.
Под впечатлением археологических находок скифских курганов Куль-Оба, Чертомлык и античных памятников Причерноморья увлёкся археологией. Результатом этого увлечения стало детальное изучение археологии острова Хортицы. Найденные предметы старины были им переданы в Екатеринославский краеведческий музей. Обследовал и нанёс на карту 129 курганов.
Считал себя краеведом-любителем, но при этом заслуженно пользовался уважением и авторитетом специалистов, часто консультировал их по этнографии, природоведению, истории. Лично был знаком с выдающимися деятелями науки и культуры того времени.
В 1881 году Илья Репин в поисках материала для картины «Запорожцы пишут письмо турецкому султану» попросил Новицкого подыскать ему натурщиков с определённой фактурой.

## Научная деятельность
Написал около 40 научных трудов по этнографии, истории, археологии, статистике, фольклору, ботанике и педагогике. Среди них — «История города Александровска», «С берегов Днепра», «Материалы для истории запорожских казаков», «Духовный мир в представлении малороссийского народа».
Пользовался покровительством известного просветителя барона Корфа и был другом Дмитрия Яворницкого. В декабре 1924 года Всеукраинская академия наук за многолетнюю исследовательскую работу и по случаю 50-летия научной деятельности избрала Новицкого членом-корреспондентом.
В 1904—1908 годах проводил раскопки на острове Хортица и напротив острова на правом берегу Днепра, результатом которых стала книга «Остров Хортица на Днепре, его природа, история и древности».
В 1894 году достроил дом по адресу: улица Александровской, дом № 55. В саду дома он посадил три дуба и устроил пасеку.
В 1915—1916 годах стал одним из организаторов и первым директором краеведческого музея в Александровске. В музей передал большую коллекцию собранных им экспонатов.

### Научные труды
- Новицкий Я. П. Остров Хортица на Днепре, его природа, история, древности. — Запорожье: Тандем-У, 2005. — 120 с. — ISBN 966-7482-50-2.
- Новицкий Я. П. История города Александровска, (Екатеринославской губ.) в связи с историей возникновения крепостей Днепровской линии 1770—1806 г. — Екатеринослав: Типография Губернского Земства, 1905. — 176 с.
- Новицкий Я. П. С берегов Днепра: Путевые заметки и исследования. — Екатеринослав: Типография Губернского Земства, 1905.
- Новицкий Я. П. Запорожские и гайдамацкие клады: Малорусские народные предания, поверия и рассказы, собранные в Екатеринославщине. 1875-1905 гг. — Екатеринослав, 1909.
- Новицкий Я. П. Народная память об урочищах и исторических лицах Запорожья. Предания и рассказы, собранные в Екатеринославщине. 1875-1905 г.. — Александровск: Тип. при училище глухонемых, 1909. — 54 с.
- Яків Новицький. Міфологічні легенди, релігійно-легендарні твори (апокрифи), демонологія. — Запоріжжя: АА Тандем, 2007. — 116 с.

## Награды
За многолетнюю педагогическую деятельность Новицкий был награждён орденами:
- Святого Станислава 3-й степени (1903);
- Святой Анны 3-й степени (1908);
- Святого Станислава 2-й степени (1914).

## Память
- Именем Новицкого названа улица в Запорожье (укр. Вулиця Якова Новицького).
- В 1997 году было организовано Запорожское научное общество имени Якова Новицкого для исследования и популяризации научных знаний по истории и культуре Запорожского края[8].
- В 2018 году в Запорожской области была учреждена ежегодная премия имени Якова Новицкого, которая присуждается за достижения в краеведческой работе[9][10][11].
- В 2020 году в Запорожье был открыт мурал, посвящённый Якову Новицкому, по адресу проспект Соборный, 60. Автором стал украино-американский художник Михаил Тютюнник.

### Научные статьи
- Бровко Б., Кириченко В. Зв’язки Я.П. Новицького з відомими діячами науки і культури (укр.) // Zaporizhzhia Historical Review. — 2020. — Вип. 1(14). — С. 41—45. — ISSN 2707-6660.
- Антощак М. М.О. Корф та Я.П. Новицький: одна дорога двох великих педагогів (укр.) // Наукові праці історичного факультету Запорізького національного університету. — Запоріжжя: ЗНУ, 2013. — Вип. XXX. — С. 81―86.
- Антощак М. М.О. Корф та Я.П. Новицький: до проблеми взаємин (укр.) // Збірник наукових праць. Серія «Історія та географія» / Харківський національний педагогічний університет ім. Г.С. Сковороди. — Харків: Колегіум, 2013. — Вип. 47. — С. 121—126.
- Аванесян Д. З. Документальні матеріали Я. П. Новицького на сторінках «Екатеринославских губернских ведомостей» (укр.) // Історія і культура Придніпров’я. Невідомі та маловідомі сторінки: Науковий щорічник. — Дніпропетровськ: Національний гірничий університет, 2010. — С. 124—142.
- Ляшко С. М. Наукова біографія Я. П. Новицького: проблеми теорії і практики (укр.) // Музейний вісник. — Запоріжжя, 2010. — № 10. — С. 220—229.
- Пашненко О. М. Я.П. Новицький, як видатний збирач народної пам’яті запорізького краю (укр.) // Гуманітраний журнал. — Дніпропетровськ, 2010. — № 3—4. — С. 113—119.
- Діброва С. С. Я.П. Новицький (1847-1925) як визначний археограф та засновник Олександрівського крайового архіву (укр.) // Історичний архів. — 2008. — Вип. 2. — С. 18—25.
- Новицкий, Яков Павлович // Энциклопедия Криворожья :  [укр.] : у 2 т. / Сост. В. Ф. Бухтияров. — Кривой Рог : Явва, 2005. — Т. 2. Л—Я. — С. 187. — 816 с. — 2500 экз. — ISBN 966-96328-2-X (т. 2. Л—Я).
- Бровко Б. А. Педагогічні погляди і громадська діяльність Я.П. Новицького (укр.) // Наукові праці історичного факультету ЗДУ. — Просвіта, 2002. — Т. 1, № 15. — С. 185—190. — ISSN 2707-6660.
- Ляшко С. Н. Археологическая деятельность Я. П. Новицкого (1847-1925) // Наукові праці історичного факультету Запорізького державного університету. — Запоріжжя, 1997. — Вып. II. — С. 242—251.
- Бровко А. С., Бровко Б. А. Яків Новицький та його імениті предки (укр.). — Запоріжжя: РА Тандем-У, 1997. — 53 с.
- Морозюк В. Уроки Якова Новицького (укр.) // Краєзнавство. — 1994. — № 1—2. — С. 89—91.
- Морозюк В. Народознавчо-освітня діяльність Якова Новицького (укр.) // НТЕ. — 1992. — № 5–6. — С. 25–34.
- Чернявський Д. Ф. Яків Павлович Новицький (укр.) // Україна. — Киев: ДВУ, 1926. — С. 186–191.
- Чернявский Д. Ф. Яков Павлович Новицкий и его труды по истории и этнографии Екатеринославщины // ЛЕУАК. — Екатеринослав, 1912. — Вып. 8. — С. I–VIII.